# ناتالي بيتشالات
ناتالي بيتشالات (بالفرنسية: Nathalie Péchalat)‏ (ولدت في 22 ديسمبر 1983) هي مسؤولة تزلج فرنسية وراقصة جليدية متقاعدة، وتشغل حاليًا منصب رئيس الاتحاد الفرنسي للرياضة في الجليد.